# 努梅罗夫方法
努梅罗夫方法属于四阶线性多步法，用于求解不出现一阶微分项的二阶常微分方程。努梅罗夫方法属于隐式方法，但如果微分方程线性，则可转化为显式方法。该方法由
俄国天文学家Boris Vasil'evich Numerov提出。

## 方法
可由努梅罗夫方法求解的微分方程形式为
{\displaystyle \left({\frac {d^{2}}{dx^{2}}}+f(x)\right)y(x)=0}
求出函数 {\displaystyle y(x)} 在区间 {\displaystyle [a,b]} 上等距格点上的值，从连续的两个格点上的函数值 {\displaystyle x_{n-1}} 和 {\displaystyle x_{n}} 开始，其他的函数值可由
{\displaystyle y_{n+1}={\frac {\left(2-{\frac {5h^{2}}{6}}f_{n}\right)y_{n}-\left(1+{\frac {h^{2}}{12}}f_{n-1}\right)y_{n-1}}{1+{\frac {h^{2}}{12}}f_{n+1}}}}
算得。
其中， {\displaystyle f_{n}=f(x_{n})} 和 {\displaystyle y_{n}=y(x_{n})} 为在格点 {\displaystyle x_{n}} 上的函数值，{\displaystyle h=x_{n}-x_{n-1}}为格点间距。
对于非线性方程，
{\displaystyle {\frac {d^{2}}{dt^{2}}}y=f(t,y)}
则非线性方程的努梅罗夫方法为
{\displaystyle y_{n+1}=2y_{n}-y_{n-1}+{\tfrac {1}{12}}h^{2}(f_{n+1}+10f_{n}+f_{n-1}).}
该式为隐式的线性多步方法。当 {\displaystyle f} 是 {\displaystyle y} 的线性函数时，该式变为显式方法，精度为4阶(Hairer, Nørsett & Wanner 1993，§III.10)。

## 应用
在物理中用于数值求解任意势场中径向薛定谔方程：
{\displaystyle \left[-{\hbar ^{2} \over 2\mu }\left({\frac {1}{r}}{\partial ^{2} \over \partial r^{2}}r-{l(l+1) \over r^{2}}\right)+V(r)\right]R(r)=ER(r)}
此式可重写为
{\displaystyle \left[{\partial ^{2} \over \partial r^{2}}-{l(l+1) \over r^{2}}+{2\mu  \over \hbar ^{2}}\left(E-V(r)\right)\right]u(r)=0}
其中 {\displaystyle u(r)=rR(r)}. 与Numerov方法求解的方程形式做比较，
{\displaystyle f(x)={\frac {2\mu }{\hbar ^{2}}}\left(E-V(x)\right)-{\frac {l(l+1)}{x^{2}}}}
这样，我们可以数值求解薛定谔方程。

## 推导
从 {\displaystyle y(x_{n})} 的泰勒展开开始， 我们可求 {\displaystyle x_{n}} 的相接邻点上的函数值
{\displaystyle y_{n+1}=y(x_{n}+h)=y(x_{n})+hy'(x_{n})+{\frac {h^{2}}{2!}}y''(x_{n})+{\frac {h^{3}}{3!}}y'''(x_{n})+{\frac {h^{4}}{4!}}y''''(x_{n})+{\frac {h^{5}}{5!}}y'''''(x_{n})+{\mathcal {O}}(h^{6})}
{\displaystyle y_{n-1}=y(x_{n}-h)=y(x_{n})-hy'(x_{n})+{\frac {h^{2}}{2!}}y''(x_{n})-{\frac {h^{3}}{3!}}y'''(x_{n})+{\frac {h^{4}}{4!}}y''''(x_{n})-{\frac {h^{5}}{5!}}y'''''(x_{n})+{\mathcal {O}}(h^{6})}
上两式之和为
{\displaystyle y_{n-1}+y_{n+1}=2y_{n}+{h^{2}}y''_{n}+{\frac {h^{4}}{12}}y''''_{n}+{\mathcal {O}}(h^{6})}
用所求微分方程的定义式 {\displaystyle y''_{n}=-f_{n}y_{n}} 替换掉 {\displaystyle y''_{n}}，
{\displaystyle h^{2}f_{n}y_{n}=2y_{n}-y_{n-1}-y_{n+1}+{\frac {h^{4}}{12}}y''''_{n}+{\mathcal {O}}(h^{6})}
对所求微分方程的定义式 {\displaystyle y''_{n}=-f_{n}y_{n}} 取二次微分
{\displaystyle y''''(x)=-{\frac {d^{2}}{dx^{2}}}\left[f(x)y(x)\right]}
将其代入到四阶微分项中，并把二阶导 {\displaystyle {\frac {d^{2}}{dx^{2}}}\left[f(x)y(x)\right]} 替换为 {\displaystyle f_{n}y_{n}} 的二阶差分公式 {\displaystyle {\frac {f_{n-1}y_{n-1}-2f_{n}y_{n}+f_{n+1}y_{n+1}}{h^{2}}}}
{\displaystyle h^{2}f_{n}y_{n}=2y_{n}-y_{n-1}-y_{n+1}-{\frac {h^{4}}{12}}{\frac {f_{n-1}y_{n-1}-2f_{n}y_{n}+f_{n+1}y_{n+1}}{h^{2}}}+{\mathcal {O}}(h^{6})}
求解 {\displaystyle y_{n+1}} 可得
{\displaystyle y_{n+1}={\frac {\left(2-{\frac {5h^{2}}{6}}f_{n}\right)y_{n}-\left(1+{\frac {h^{2}}{12}}f_{n-1}\right)y_{n-1}}{1+{\frac {h^{2}}{12}}f_{n+1}}}+{\mathcal {O}}(h^{6}).}
忽略掉 {\displaystyle {\mathcal {O}}(h^{6})} 就可以得到努梅罗夫方法，最终收敛阶数为4(假定稳定)。